# 22e méridien ouest
En géographie, le 22e méridien ouest est le méridien joignant les points de la surface de la Terre dont la longitude est égale à 22° ouest.

## Géographie

### Dimensions
Comme tous les autres méridiens, la longueur du 22e méridien correspond à une demi-circonférence terrestre, soit 20 003,932 km. Au niveau de l'équateur, il est distant du méridien de Greenwich de 2 449 km,.
Avec le 158e méridien est, il forme un grand cercle passant par les pôles géographiques terrestres.

### Régions traversées
En commençant par le pôle Nord et descendant vers le sud au pôle Sud, Le 22e méridien ouest passe par:
| Coordonnées          | Pays, territoire ou mer | Notes                                                                                    |
| -------------------- | ----------------------- | ---------------------------------------------------------------------------------------- |
| 90° 00′ N, 22° 00′ O | Océan Arctique          |                                                                                          |
| 82° 42′ N, 22° 00′ O | Groenland               | Terre de Peary                                                                           |
| 82° 28′ N, 22° 00′ O | Fjord de l'indépendance |                                                                                          |
| 81° 14′ N, 22° 00′ O | Groenland               | Passe par Détroit du Danemark et Baie Gael Hamke (en)                                    |
| 73° 19′ N, 22° 00′ O | Baie Foster (en)        |                                                                                          |
| 72° 56′ N, 22° 00′ O | Groenland               | Île de la Société de géographie et Île Traill                                            |
| 72° 24′ N, 22° 00′ O | Océan Atlantique        | Mer du Groenland                                                                         |
| 71° 44′ N, 22° 00′ O | Groenland               | Péninsule Jameson                                                                        |
| 70° 29′ N, 22° 00′ O | Océan Atlantique        | Mer du Groenland                                                                         |
| 66° 16′ N, 22° 00′ O | Islande                 | Pénisule de Vestfirðir                                                                   |
| 65° 31′ N, 22° 00′ O | Breiðafjörður           |                                                                                          |
| 65° 23′ N, 22° 00′ O | Islande                 |                                                                                          |
| 65° 06′ N, 22° 00′ O | Breiðafjörður           |                                                                                          |
| 65° 01′ N, 22° 00′ O | Islande                 |                                                                                          |
| 64° 18′ N, 22° 00′ O | Faxaflói                |                                                                                          |
| 64° 09′ N, 22° 00′ O | Islande                 | Passe juste à l'ouest de Reykjavík                                                       |
| 63° 50′ N, 22° 00′ O | Océan Atlantique        |                                                                                          |
| 60° 00′ S, 22° 00′ O | Océan Austral           |                                                                                          |
| 74° 09′ S, 22° 00′ O | Antarctique             | Territoire antarctique britannique, Liste des territoires revendiqués par le Royaume-Uni |